# Pictilabrus
Pictilabrus là một chi cá biển thuộc họ Cá bàng chài. Các loài trong chi này đều được tìm thấy ở vùng biển phía nam của Úc, và cũng là những loài đặc hữu của nước này.

## Từ nguyên
Từ định danh pictilabrus bắt nguồn từ tiếng Latinh, được ghép từ pictilus ("được sơn, vẽ") và Labrus, chi diển hình trong họ Cá bàng chài, nhưng ở đây được sử dụng như một thuật ngữ để gọi tất cả những loài cá bàng chài, hàm ý đề cập đến màu sắc sặc sỡ, tươi sáng của loài điển hình, Pictilabrus laticlavius.

## Hình thái
Số gai ở vây lưng: 9; Số tia vây ở vây lưng: 11; Số gai ở vây hậu môn: 3; Số tia vây ở vây hậu môn: 9; Số tia vây ở vây ngực: 11; Số gai ở vây bụng: 1; Số tia vây ở vây bụng: 5.

## Các loài
Có 3 loài được công nhận trong chi này, bao gồm:
- Pictilabrus brauni Hutchins & Morrison, 1996
- Pictilabrus laticlavius (Richardson, 1840)
- Pictilabrus viridis Russell, 1988

### Trích dẫn
- B. C. Russell (1988). "Revision of the labrid fish genus Pseudolabrus and allied genera" (PDF). Records of the Australian Museum. Quyển 9. tr. 1–72.